# Dioctria freidbergi
Dioctria freidbergi là một loài ruồi trong họ Asilidae. Dioctria freidbergi được Theodor miêu tả năm 1980. Loài này phân bố ở vùng Cổ Bắc giới và châu Á.